# مسابقة الأغنية الأوروبية 1963
كانت مسابقة الأغنية الأوروبية عام 1963 هي النسخة الثامنة من مسابقة الأغنية الأوروبية السنوية ، وقد أقيمت في لندن بالمملكة المتحدة. تم تنظيمه من قبل اتحاد البث الأوروبي (EBU) والمذيع المضيف هيئة الإذاعة البريطانية (بي بي سي) ، الذي وافق على تنظيم الحدث بعد أن رفضت فرنسا، التي فازت بنسخة عام 1962، استضافتها بسبب أوجه القصور المالية ، بعد أن استضافت المسابقة في عامي 1959 و1961. أقيمت المسابقة في مركز تلفزيون بي بي سي يوم السبت 23 مارس 1963 واستضافتها كاتي بويل للمرة الثانية.
وشاركت في المسابقة ستة عشر دولة وهي نفس الدول التي شاركت في المسابقة العام الماضي.
وفازت الدنمارك بالمسابقة هذا العام بأغنية "Dansevise" التي يؤديها كل من Grethe و Jørgen Ingmann. كان هذا أول انتصار لأي من دول الشمال. حصلت أربع دول على النقاط الفارغة ، حيث فشلت فنلندا والنرويج والسويد في تسجيل أي نقاط لأول مرة وهولندا للمرة الثانية، لتصبح أول دولة تذهب لعامين متتاليين دون تسجيل نقطة واحدة.